# Preeriella minutus
Preeriella minutus är en insektsart som först beskrevs av Watson 1937.  Preeriella minutus ingår i släktet Preeriella och familjen rörtripsar. Inga underarter finns listade i Catalogue of Life.